# ملینا اسماعیلی
ملینا اسماعیلی (زادهٔ ۱۲ خرداد ۱۳۸۴) دونده البرزی و عضو تیم ملی دو و میدانی دختران ایران است که در رشته‌های دوی ۱۰۰ متر و ۲۰۰ متر و دوی ۴ در ۱۰۰ متر امدادی فعالیت می‌کند. او در سال ۱۴۰۱ به عضویت تیم ملی برای شرکت در پنجمین دوره رقابت‌های دو و میدانی قهرمانی آسیا، کویت ۲۰۲۲ درآمد و در این رقابت‌ها توانست به جمع ۸ فینالیست رشته دوی ۲۰۰ متر دختران برسد.
وی همچنین توانسته دو بار با دو تیم مختلف رکورد تیمی دوی ۴ در ۱۰۰ متر امدادی را با تیم‌های پلیمر خلیج فارس (با رکورد ۴۸٫۷۱ ثانیه در سال ۱۴۰۰) و چادرملو اردکان (با رکورد ۴۷٫۵۶ ثانیه در سال ۱۴۰۱) شکست دهد.
ملینا تا سال ۱۳۹۸ به‌طور حرفه ای در رشته تکواندو فعالیت می‌کرد که حاصل آن کسب ۱۹ مدال طلا، ۱۱ مدال نقره و ۱۳ مدال برنز شد.
در جریان مسابقات دوومیدانی قهرمانی جوانان کشور در سال ۱۴۰۲ ملینا اسماعیلی از استان البرز موفق شد در دو ۱۰۰ متر با ثبت زمان ۱۱٫۹۷ ثانیه رکورد ملی این ماده را که با زمان ۱۱٫۹۹ ثانیه در اختیار فرزانه فصیحی بود جابجا کند.